# 3e régiment de cavalerie du Levant
Pour les articles homonymes, voir 3e régiment.
Le 3e régiment de cavalerie du Levant (3e RCL) est une unité de cavalerie de l'Armée française. Constitué pour l'armée du Levant en 1920, il est dissous en 1922.

## Historique
Le 3e régiment mixte de cavalerie du Levant (3e RMCL) est créé en avril 1920 en regroupant le 3e escadron du 3e régiment de spahis algériens, le 4e escadron du 5e RSA, le 3e escadron du 6e RSA et le 3e escadron du 3e régiment de chasseurs d'Afrique (renforcé de deux pelotons du 6e RCA), plus une section de mitrailleuses du 3e RCA.
Rassemblé mi-juin 1920 à Bône (Algérie), le 3e RMCL débarque fin juillet - début août à Alexandrette (Sandjak d'Alexandrette). Il est rattaché à la 4e division du Levant et participe aux opérations autour d'Alexandrette, par escadron ou peloton.
Le régiment est renommé 3e régiment de cavalerie du Levant le 1er janvier 1921. Il est dissous le 3 janvier 1922, ses éléments rejoignent leurs unités d'origine en février-mars.

## Traditions
Le régiment n'a jamais reçu d'étendard. Les hommes du régiment portaient l'uniforme de leur corps d'origine.

## Chefs de corps
- avril 1920 - janvier 1921 : lieutenant-colonel Laborde[3]
- janvier 1921 - janvier 1922 : lieutenant-colonel Barbary de Langlade[3]